# Magnus Birgersson
Pour les articles homonymes, voir Birgersson.
Magnus Birgersson (Stockholm, septembre 1300, id. , 1er juin 1320) est un prince suédois, fils du roi Birger Magnusson et de la Reine Märta.

## Biographie
Magnus devient l'héritier présomptif du trône de Suède en 1304 et il est fiancé à Ingeborg Hakonsdatter de Norvège entre 1308 et 1312.
Après la capture du roi Birger et de sa famille par ses frères le 29 septembre 1306 lors d'un mariage (Håtunaleken), Magnus parvient à s'enfuir avec l'aide d'un courtisan et à se réfugier auprès de son oncle roi Erik Menved. 
Lors du banquet de Nyköping le 11 décembre 1317, le roi Birger de Suède fait arrêter ses frères les ducs Erik et Valdemar Magnusson, qui meurent de faim en prison début 1318. La tentative du roi de s’emparer de leurs possessions provoque le soulèvement de leurs partisans qui s’étend à la plus grande partie de la noblesse suédoise. Bien que soutenu par Erik Menved de Danemark, Birger doit s’enfuir du royaume (1318). 
Magnus décide de retourner en Suède pour appuyer son père à la tête d'une petite armée de 600 mercenaires danois mais il est capturé au siège de Stegeborg en 1318. Bien qu'il n'ait participé en rien à la mort de ses oncles car il était au Danemark à l'époque des faits, il est condamné par le Conseil et exécuté le 1er juin 1320 sur l'île de Helgeandsholmen.

## Sources
- Ingvar Andersson (trad. Marcel Bouvier, préf. André Chamson), Histoire de la Suède… des origines à nos jours, Roanne, Horvath, 1973, 397 p.
- Lucien Musset, Les Peuples scandinaves au Moyen Âge, Paris, Presses universitaires de France, 1951, 342 p., in-8o (OCLC 3005644)

- (sv) Cet article est partiellement ou en totalité issu de l’article de Wikipédia en suédois intitulé « Magnus Birgersson » (voir la liste des auteurs).